# Francesc Bosch i Morata
Francesc Bosch i Morata (Xàtiva, 30 de novembre de 1901 - Mexicali, Mèxic, 25 de setembre de 1950) fou un metge, mestre, polític i Conseller valencià. Fou un dels principals dirigents de l'Agrupació Valencianista Republicana primer, i del Partit Valencianista d'Esquerra el 1935. Durant la guerra civil espanyola fou representant d'aquest partit com a Conseller de Sanitat del Comitè Executiu Popular de València l'agost del 1936, i posteriorment del Consell Provincial de València, organisme que aleshores substituïa l'antiga diputació. Fou nomenat Conseller de Cultura el 7 de gener de 1937 des d'on dugué a terme, d'acord amb la legalitat republicana, una important tasca cultural: animà cursos de llengua, creà els Premis literaris i musicals del País Valencià i impulsà decisivament la creació de l'Institut d'Estudis Valencians, fundat el 9 de febrer de 1937, dins del qual s'integrava, entre d'altres, la Biblioteca del País Valencià, considerada com a biblioteca nacional valenciana a la mateixa Memòria oficial de l'IEV.
Francesc Bosch i Morata fou un dels personatges més destacats dels valencianisme polític dels anys trenta. Abans de la guerra ocupà càrrecs d'importància al si de les agrupacions polítiques i culturals nacionalistes. Va ser president del Centre d'Actuació Valencianista, secretari del Comitè Polític de l'Agrupació Valencianista Republicana, líder indiscutible del Partit Valencianista d'Esquerra, representant del Comitè Executiu Popular, amb el càrrec de Conseller de Sanitat i finalment, Conseller de Cultura dins el Consell Provincial Valencià. És considerat el primer Conseller de Cultura del País Valencià, per tal com actuà al conjunt del territori valencià, abans i tot d'obtindre-hi l'autonomia política.
Col·laborà en el diari El Mercantil Valenciano, i entre d'altres, en les revistes El Camí i La República de les Lletres. Va ser un dels signants de les Normes de Castelló (per l'AVR), l'any 1932, per tal d'assolir un acord ortogràfic i gramatical que garantira la unitat de la llengua. Fou un entusiasta admirador de Constantí Llombart, les idees del qual reivindicà amb fervor. Arran el seu nomenament com a Conseller de Cultura es dedicà a organitzar i redreçar la cultura dels valencians respecte de la qual tenia una visió ampla i fecunda de les seues possibilitats. Obra seua fou la fundació de l'Institut d'Estudis Valencians, creat "per a facilitar i orientar la nostra clara renaixença".

## Constitució del Partit Valencianista d'Esquerra
El Partit Valencianista d'Esquerra, un partit relativament jove –es constituí el 8 de desembre de 1935-. D'esquerres i valencianista, més que un partit de masses, responia a una força composta per professionals, bàsicament liberals, que defensaven una estructura federal per a l'Estat en la qual el País Valencià tinguera el seu futur autònom propi, preocupats per l'Estatut i per la situació de marginació de la cultura autòctona. La seua presència en les institucions pot considerar-se la revelació política més notable de tota la contesa, avalant la bona disposició dels valencianistes per a l'autogovern. La defensa de la llengua era un element central i aquesta preocupació normalitzadora la canalitzaven a través de la presència dels seus intel·lectuals en organismes com l'Associació Protectora de l'Ensenyança Valenciana, a la qual pertanyien Llorenç Rubio, Antoni Vallet, Vicent Vilaplana o Maximilià Thous i Llorenç, o l'Associació de Mestres Valencians, que presidia Empar Navarro i Giner, també membre del partit. Igualment, altres entitats com ara Cultura Popular, l'Institut d'Idiomes o el Comissariat d'Ensenyança de la Conselleria de Cultura, que eren uns altres organismes profundament preocupats per la llengua, comptaven amb militants destacats del PVE.

## Activitats al Comité Executiu Popular de València
El 5 d'agost de 1936 el Comité Executiu Popular de València feia una declaració pública per a explicar la seua creació, avançar el seu projecte futur i donar a conéixer el seu organigrama. Francesc Bosch, com a representant del Partit Valencianista d'Esquerra, va ocupar la Delegació de Sanitat. La seua labor es va iniciar el 20 de juliol, abans fins i tot de la constitució del CEP, i creà un Comité Sanitari del Front Popular amb facultats per a organitzar i inspeccionar els serveis sanitaris, farmacèutics i mèdics de València. El següent pas fou el de posar en funcionament el Patronat de Beneficència i Assistència als Menors.
Una activitat destacada de la Delegació que dirigia Bosch Morata va ser l'atenció dels menors i milers d'evacuats que setmanes després arribarien a València. Destaquen així mateix mesures de prevenció de malalties i campanyes de vacunació. L'esforç més important, malgrat tot, el dedicà a la qüestió dels refugiats, especialment dels òrfens que venien del front de Madrid. S'assistiren uns 8.000 xiquets, que després passaven a aquelles famílies valencianes que desitjaven acollir-los. El País Valencià va rebre un total de 242.000 refugiats, quan el nombre de places teòriques era només de 32.000 (Informe de la Missió Sanitària de la Societat de Nacions a Espanya).

## Activitats a la Conselleria de Cultura

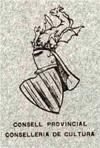
Escut de la Conselleria de Cultura de 1937.

El 23 de desembre de 1936 la Gaceta de la República anunciava la creació del Consell Provincial Valencià i la desaparició oficial del CEP, tot reconeixent l'extraordinari paper efectuat fins aleshores. El 7 de gener de 1937 es constituïa el Consell Provincial Valencià. El 12 de gener, a les 9 de la nit, per primera vegada, dos vaixells dels sublevats bombardejaven la costa valenciana. En aquest clima, Francesc Bosch ocupava la Conselleria de Cultura del nou CPV, com a membre del Partit Valencianista d'Esquerra.
La Conselleria de Cultura fou la que majors i més interessants projectes animà. Cal constatar la seriositat amb què Bosch i Morata i els seus col·laboradors treballaren per la recuperació de la llengua i la història del País Valencià, posant en funcionament una infraestructura cultural ambiciosa que abraçava també les conselleries d'Alacant i Castelló. En el terreny concret de la llengua va aconseguir un acord del CPV que feia referència a la normalització del valencià en les institucions. La Conselleria també va lliurar la seua batalla particular amb certs sectors intransigents, especialment els anarco-sindicalistes, que es negaven repetidament a publicar les notes de la Conselleria que anaven redactades en valencià. No obstant això, totes les seues crides, anuncis i documents interns estaven majoritàriament escrits en la nostra llengua. La infraestructura cultural estava basada en les següents institucions creades per la Conselleria:
- Institut d'Estudis Valencians: El Ple del Consell Provincial del 9 de febrer de 1937 aprovà per unanimitat la creació d'aquest Institut, a imatge de l'Institut d'Estudis Catalans, "per al conreu i propagació de la cultura valenciana". Presidit per Josep Puche Àlvarez, Rector de la Universitat, comptava amb un secretari general, Carles Salvador, i un tresorer, F. Feo Garcia. Era dividit en quatre Seccions: Històrico-Arqueològica, Filològica Valenciana, Ciències, i Estudis Econòmics (Rafael Font de Mora). La Secció Filològica Valenciana la integraven: Lluís Gonzalvo París, Vice-rector de la Universitat (president), Carles Salvador (secretari), Francesc Almela i Vives, Manuel Sanchis Guarner i Bernat Artola Tomàs. (El nombre de membres procedents o vinculats a les comarques de Castelló era excepcional: Carles Salvador, Francesc Almela i Vives, Bernat Artola).

- Biblioteca del País Valencià: L'interés que posà Francesc Bosch en la creació d'aquesta biblioteca és excepcional; enceta un pla de recuperació patrimonial inèdit, de fet aconsegueix que la Col·lecció Cervantina de Francesc Martínez i Martínez siga el fons fundacional.

- Centre d'Estudis Històrics del País Valencià, depenent de la Universitat de València.

- Junta de Monuments Nacionals del País Valencià, que recollia les funcions de protecció d'edificis i objectes considerats d'interés patrimonial.

- Museu de Ciències Naturals, sota la direcció tècnica de la Secció de Ciències de l'Institut d'Estudis Valencians.

A la Conselleria que presidia Bosch i Morata hi havia el projecte de lligar la cultura valenciana amb els aires de renovació que la intel·lectualitat, majoritàriament castellanoparlant, s'havia marcat des de la República i la seriositat i visió de futur amb què treballaven per dotar el País Valencià –pel seu convenciment que prompte s'accediria a l'autonomia- d'uns òrgans de difusió culturals coherents que no menyspreaven la cultura pròpia, sinó que la integraven en un procés de redreçament que incloïa contactes amb organismes semblants del nostre àmbit lingüístic –el Conseller Bosch Morata es trobà en diverses vegades amb el Conseller de Cultura de la Generalitat de Catalunya (el mallorquí Antoni Maria Sbert) i estrenyé els lligams amb la intel·lectualitat catalana-, constitueixen les aportacions més positives de la Conselleria de Cultura mentre hi estigué Bosch Morata al front. Dins l'estructura orgànica de la Conselleria valenciana de Cultura cal destacar Emili Beüt, qui ocupava el càrrec de Secretari.

## Interlocució amb el Govern Central de l'Estat
El 4 de juny de 1937, Francesc Bosch actuà com a Conseller valencià de Cultura davant de l'Administració Central, en formar part de la Comissió que s'entrevistà amb el Ministre d'Instrucció Pública. La finalitat d'aquella reunió era obtindre els fons bibliogràfics que es conservaven al Col·legi del Patriarca de València (que el Ministeri considerava seus) perquè s'integraren en la Biblioteca del País Valencià, com a patrimoni del poble valencià. Els Consellers Murria (UGT) i Gómez (CNT), acompanyaren Bosch i Morata en aquesta trobada política al més alt nivell.

## Cessament com a Conseller i el II Congrés Internacional d'Escriptors
Francesc Bosch Morata fou destituït com a Conseller de Cultura, a causa de les diferències que acabà mantenint amb el seu propi partit (PVE), el qual s'acostà enormement al Partit Comunista. Aquestes tensions provocaren l'eixida d'una quarantena de militants, els quals, bàsicament s'afiliaren a Esquerra Valenciana, igual que ho va fer Bosch i Morata.
El seu cessament i l'enduriment de la guerra impediren que els projectes de la Conselleria fructificaren com s'esperava. Cal recordar que el Govern de la República es va traslladar a València el 6 de novembre de 1936 i les Corts de la República es reuneixen a València l'1 de febrer de 1937, sent acollits aquests òrgans de l'Administració Central de l'Estat a la ciutat, tot produint sovint un efecte contrari a l'ús del valencià. València, com a capital de la República, acollia un seguit de ministres, buròcrates, intel·lectuals... que, d'acord amb el testimoni de l'escriptor valencià Ricard Blasco i Laguna, no solament no s'hi integraren ni respectaren la cultura dels qui els acollien sinó que la rebutjaren, tot tapant-ne els trets autòctons en nom de la cultura vinguda de Madrid, "com si València haguera estat Carabanchel", diu el mateix Ricard Blasco.
En el Segon Congrés Internacional d'Escriptors per a Defensa de la Cultura, celebrat en una part a València, per primera vegada hi va haver una delegació valenciana representant la cultura autòctona i no l'oficial i hegemònica. Fou el dia 10 de juliol de 1937 quan es llegí la ponència valenciana; ho feu Carles Salvador, i Pompeu Fabra presidí la mesa aquella jornada –els catalans també hi intervingueren, però no els bascos, ni els gallecs ni els representants de les Illes Balears-. Constituí una novetat històrica que subratllava la voluntat de normalització cultural i política de tota una generació "No érem un poble sucursalizat per la cultura oficial ni relegat a simples expressions pintoresques" digué Ricard Blasco, participant en l'encontre.

## La guerra i l'exili a França i Mèxic

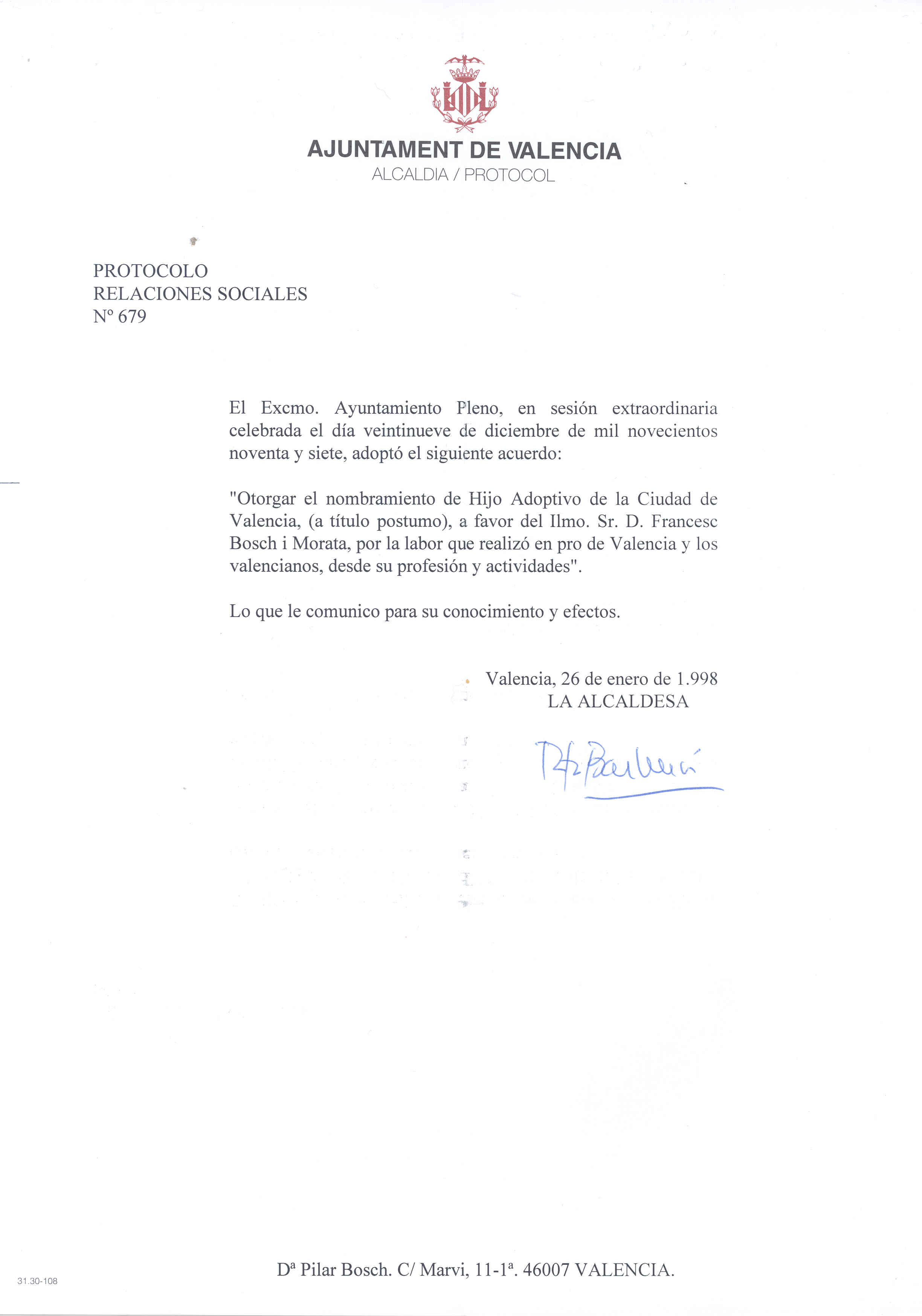
Nomenament de Francesc Bosch i Morata com a Fill Adoptiu de la Ciutat de València, l'any 1998

El 1938, Bosch i Morata, mobilitzat per raó de la seua professió mèdica, participà en la batalla de l'Ebre i en la retirada, l'ambulància en què viatjava fou atacada per un avió Junquer alemany que li produí ferides en un pulmó, les quals anys a venir li causarien la mort. Internat a un hospital de Barcelona va poder recuperar-se'n i uns dies després decidí passar la frontera. Enmig de l'exèrcit republicà va passar a França per Sant Llorenç de Cerdans, en una marxa de 48 hores a peu pel Pirineu amb la muller, la sogra i un fill de 10 anys. Passaren pel camp de concentració d'Argelers. Per complir les normes del govern francés, se separà de la muller anant al camp d'Aude, on va acabar sent metge dels altres reclosos. Quan, més tard, va aconseguir eixir i reunir-se amb la família a Angulema, en entrar els alemanys, va haver d'eixir de França via Orà, cap a Mèxic, deixant novament la família. En aquell país, després de diverses incidències, es va establir a Mexicali, a la Califòrnia mexicana, on va exercir de metge a l'hospital local.
A l'exili, Bosch i Morata allunyat dels nuclis de refugiats hi perdé el contacte i es lliurà plenament a l'exercici de la seua professió. La seua conducta com a metge i com a persona, fou exemplar, com es podria desprendre pel fet que l'endemà de la seua mort apareguera en el diari El Próspero d'aquesta població una necrològica en què l'autor, Ramiro Bermúdez Alegría, glossava la personalitat del finat així com els moments amargs del seu exili pels quals hagué de passar a causa de les seues idees democràtiques.
Les restes del primer Conseller de Cultura del País Valencià reposen avui en el cementeri municipal de la ciutat de València en un nínxol del segon tramat, amb una làpida on posa doctor Francesc Bosch Morata, la data del naixement i de la mort, i la llegenda "Sempre els quatre". Segons comentà la vídua, Pilar Trenzano, va haver de demanar permís a l'Ajuntament, per poder posar-ho en valencià, "però és que no podia ser d'una altra manera...".

## La Conselleria de Cultura i l'ús del valencià
Per al Conseller Francesc Bosch i Morata, la normalització lingüística del valencià era una de les principals accions que havia de dur a terme la Conselleria de Cultura. Dins d'aquesta finalitat podem assenyalar una sèrie de fets que actualment són fites remarcables de la història de la llengua:
- 15 de gener 1937

El valencià obté la categoria de llengua oficial, juntament amb el castellà. El Consell Provincial de València pren aquest acord a proposta del Conseller Bosch Morata. Aquesta proposta fou ratificada el 16 de juliol de 1937: 
"Disponer ... que todas las inscripciones se redacten en los idiomas oficiales, o en valenciano".
- 15 de gener 1937

S'inicien els tràmits per al primer "Curset de Llengua" de la Conselleria
L'anunci públic diu que està obert a mestres, empleats de l'Estat..., i que començarà l'1 de febrer. Al mateix temps la Conselleria sol·licita els "Contes per a infants" a Serafí Salort de Borriana i Enric Soler i Godes de Sant Joan de Moró. S'organitza un Curset d'Ensenyament per a Sordmuds.
- 16 d'abril de 1937

L'IEV acorda redactar el Vocabulari Castellà - Valencià i el Butlletí de Dialectologia Valenciana. Carles Salvador és l'impulsor d'una iniciativa que abasta el conjunt del territori valencià i no només la "província" de València. Carles Salvador va presentar també el 30 de juny l'original de l'obra Sintaxi Valenciana amb exercicis pràctics per tal de poder-la publicar.
- 8 de juliol de 1937

Comença el segon curset d'idioma valencià per correspondència de la Conselleria. L'1 de maig eixiren els certificats de la Conselleria que acreditaven els coneixements als participants al curs anterior.
- 25 d'octubre de 1937

La lletra "A" del Vocabulari és enllestida. L'IEV vol oferir eines de llengua com més aviat millor. Es proposa que per a guanyar temps es publique en fascicles.
Cal recordar que l'any 1937 la Conselleria de Cultura convocà de manera oficial els "Premis Musicals del País Valencià" i els "Premis Literaris del País Valencià". Matilde Salvador fou guardonada per la Conselleria de Cultura amb el "Premi Musical del País Valencià, 1937", única edició d'aquests premis.

## Els fruits del treball del Conseller Bosch i Morata

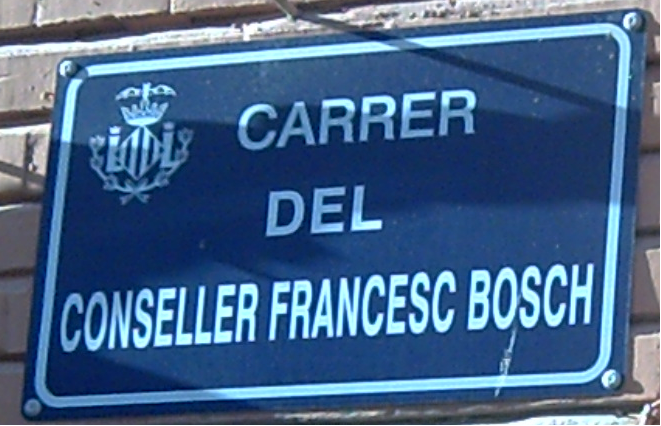
Rètol del Carrer Conseller Francesc Bosch, al barri de La Llum de la ciutat de València

La Conselleria de Cultura i l'Institut d'Estudis Valencians van ser els elements claus de la seua gestió política. Una gestió que superà, des de l'oficialitat, els límits provincials i dotà el País Valencià d'una estructura cultural de caràcter preautonòmic. Aquell Institut d'Estudis Valencians, com diu Vicent Pitarch, és el precedent més clar de l'Acadèmia Valenciana de la Llengua actual i l'ensenyament del valencià a les escoles actual, ja fou una de les prioritats de Bosch i Morata. Així mateix, la Biblioteca del País Valencià és el precedent més directe de l'actual Biblioteca Valenciana.